# Iragamuthanahalli, Mulbagal
Iragamuthanahalli là một làng thuộc tehsil Mulbagal, huyện Kolar, bang Karnataka, Ấn Độ.